# Elgnowo
Elgnowo (deutsch Elgenau) ist ein Dorf in der polnischen Woiwodschaft Ermland-Masuren. Es gehört zur Gmina Dąbrówno (Landgemeinde Gilgenburg) im Powiat Ostródzki (Kreis Osterode in Ostpreußen).

## Geographische Lage
Elgnowo liegt im Südwesten der Woiwodschaft Ermland-Masuren, 27 Kilometer südlich der Kreisstadt Ostróda (deutsch Osterode in Ostpreußen). Zwischen 1920 und 1939 lag die Staatsgrenze zu Polen lediglich wenige hundert Meter entfernt.

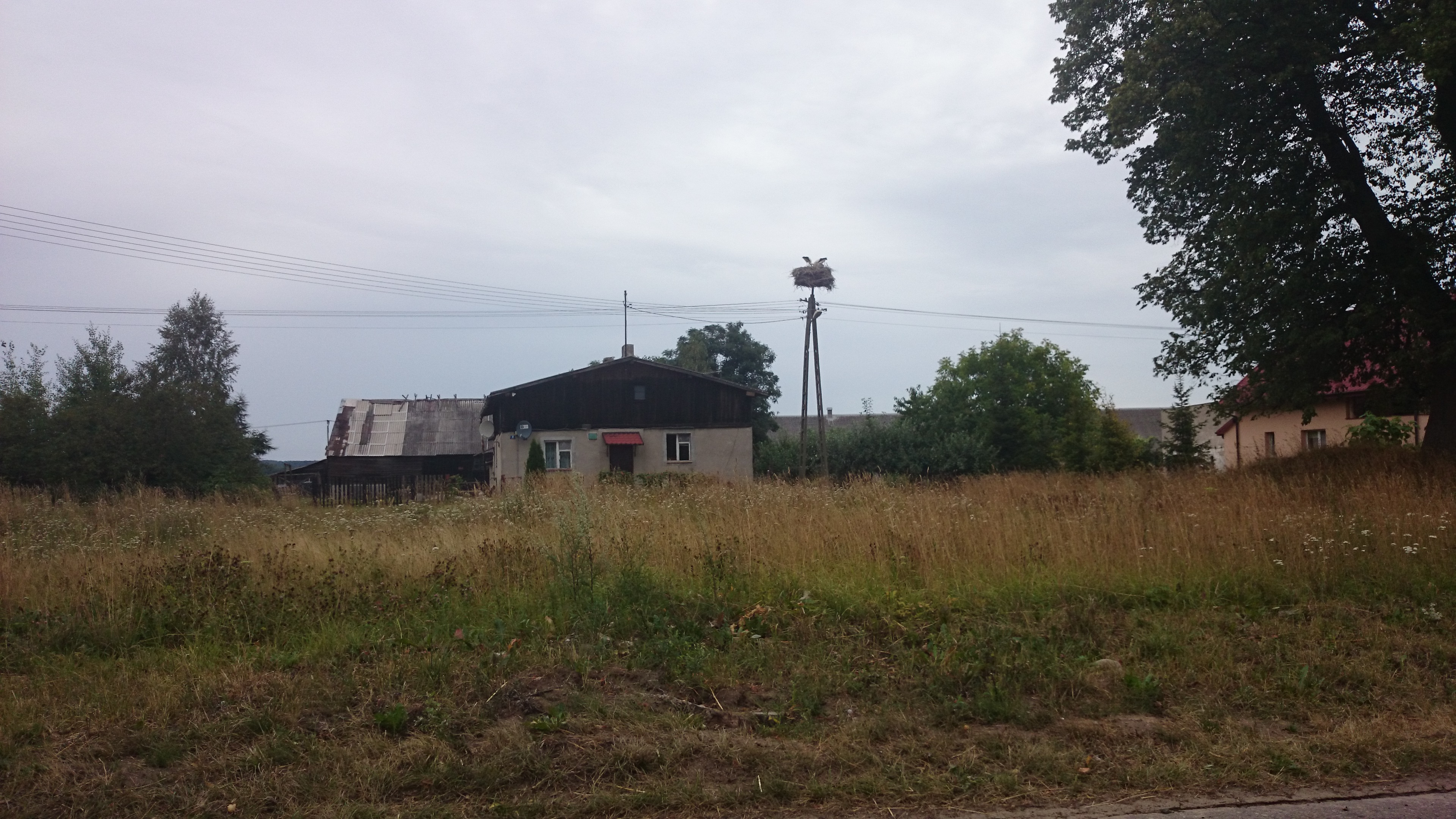
Anwesen mit Storchennest in Elgnowo

## Geschichte

### Ortsgeschichte
Erstmals erwähnt wurde Elgenau im Jahre 1359 und hieß vor 1785 Ylgelauken. Am 7. Mai 1874 wurde der Ort Amtsdorf und damit namensgebend für einen Amtsbezirk im Kreis Osterode in Ostpreußen innerhalb des Regierungsbezirks Königsberg (ab 1905: Regierungsbezirk Allenstein) in der preußischen Provinz Ostpreußen. Der Ort wurde als Landgemeinde und als Gutsbezirk getrennt verwaltet, wobei im Jahre 1910 auf den Gutsbezirk 364 und auf die Landgemeinde 547 Einwohner fielen.
Am 30. September 1928 wurde der Gutsbezirk Elgenau in die gleichnamige Landgemeinde eingegliedert. Die Zahl der Einwohner der neuen Landgemeinde, zu der auch die Ortschaften Odmy (Odmy) und Zielonka (1938 bis 1945 Finkenhorst, polnisch Zielonka), beliefen sich im Jahre 1933 auf 717 und im Jahre 1939 auf 676. In den Jahren 1920 bis 1939 gab es in Elgenau in Anbetracht der Grenznähe mehrere Zollhäuser.
1945 kam Elgenau in Kriegsfolge mit dem gesamten südlichen Ostpreußen zu Polen. Das Dorf erhielt die polnische Namensform „Elgnowo“ und ist heute eine Ortschaft im Verbund der Gmina Dąbrówno (Landgemeinde Gilgenburg) im Powiat Ostródzki (Kreis Osterode in Ostpreußen), bis 1998 der Woiwodschaft Olsztyn, seither der Woiwodschaft Ermland-Masuren zugehörig. Im Jahre 2011 hatte Elgnowo 294 Einwohner.

### Amtsbezirk Elgenau (1874–1945)
Zum Amtsbezirk Elgenau gehörten bei seiner Errichtung sieben Orte. Am Ende waren es noch vier:
| Deutscher Name | Polnischer Name | Anmerkungen                                     |
| -------------- | --------------- | ----------------------------------------------- |
| Altstadt (LG)  | Stare Miasto    |                                                 |
| Altstadt (GB)  |                 | 1928 in die Landgemeinde Altstadt eingegliedert |
| Elgenau (LG)   | Elgnowo         |                                                 |
| Elgenau (GB)   |                 | 1928 in die Landgemeinde Elgenau eingegliedert  |
| Groschken      | Groszki         | 1920 an Polen abgetreten (bis 1939)             |
| Groß Lehwalde  | Lewałd Wielki   |                                                 |
| Klein Lehwalde | Okrągłe         |                                                 |

## Kirche

### Evangelisch
In Elgenau gab es im 17./18. Jahrhundert eine evangelische  Kirche. Sie war bis 1758 Filialkirche von Gilgenburg (polnisch Dąbrówno), danach von Marwalde (Marwałd). Die Gemeinde löste sich jedoch 1767 auf. Elgenau blieb bis 1945 in das Kirchspiel Marwalde in der Kirchenprovinz Ostpreußen der Kirche der Altpreußischen Union eingegliedert. Heute gehören die evangelischen Einwohner Elgnowos zur Kirchengemeinde in Gardyny ((Groß) Gardienen) in der Diözese Masuren der Evangelisch-Augsburgischen Kirche in Polen.

### Römisch-katholisch
Vor 1945 war Elgenau katholischerseits nach Gilgenburg (Dąbrówno) ausgerichtet. Heute besteht in Elgnowo eine katholische Messstation, die von der Pfarrei in Marwałd versorgt wird. Sie gehört zum Dekanat Grunwald (Grünfelde) im Erzbistum Ermland.

## Verkehr
Elgnowo liegt ein wenig abseits vom Verkehrsgeschehen und ist über eine Nebenstraße von Wierzbica (Vierzighufen) zu erreichen. Von Stare Miasto (Altstadt) führt ein Landweg nach Elgnowo. Eine Anbindung an den Bahnverkehr besteht nicht.